# Le Remous
Le Remous est un roman français de Gaston Chérau publié en 1914. Il décrit la vie d'un domaine des Landes de Gascogne, dans l'ouest du département de Lot-et-Garonne où l'exploitation des pins maritimes est menacée par la haine que voue l'un des résiniers aux propriétaires et aux autres employés du domaine.
L'intrigue de ce roman suit chronologiquement celle de L'Oiseau de proie, publié un an avant. Les deux ouvrages avaient été publiés sous forme de feuilleton en 1909-1910 sous le titre global Le Remous dans Le Matin.

## Résumé

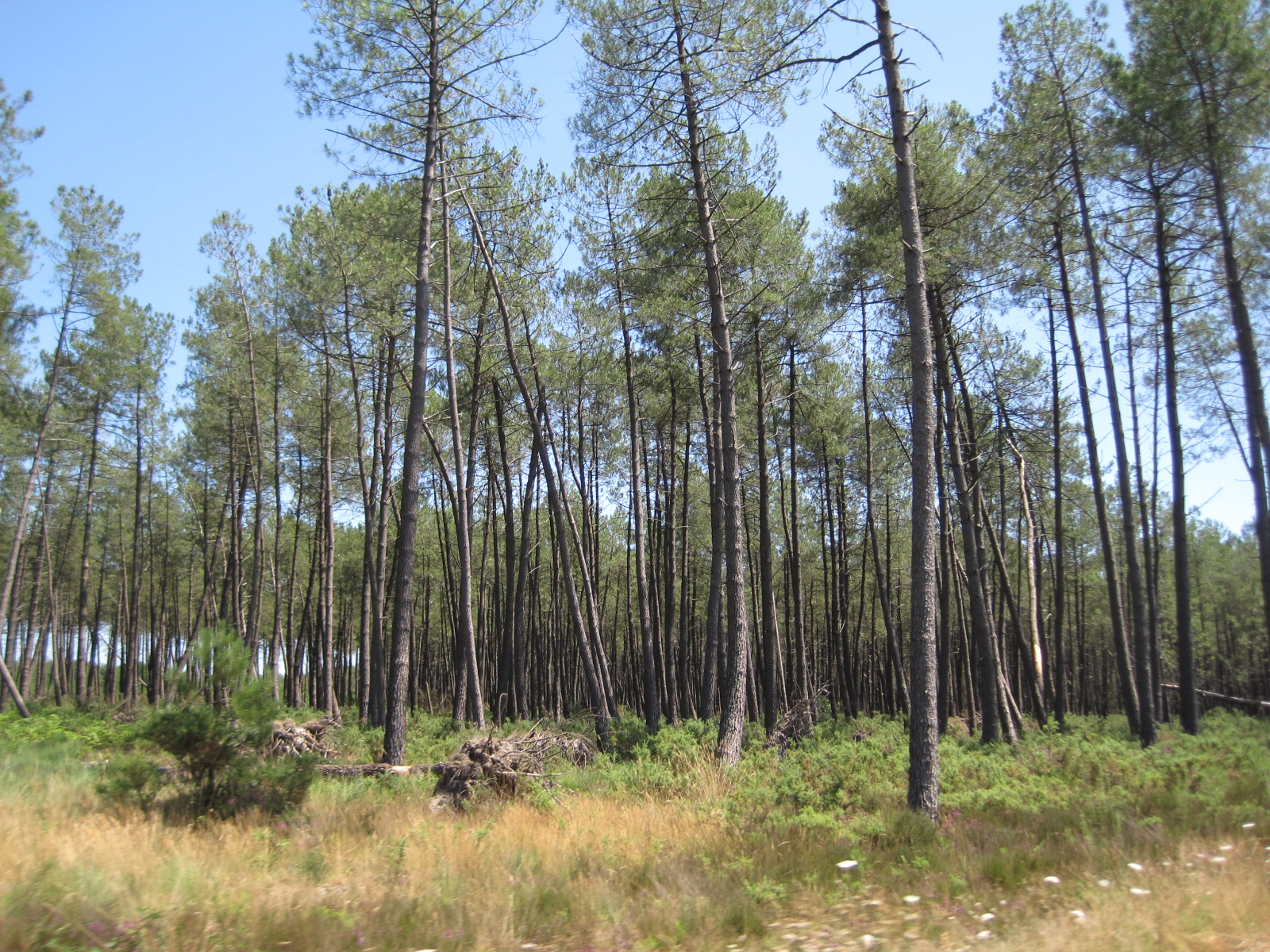
La forêt des Landes.

Pour tenter d'oublier un moment les craintes que Morineau, chargé de l'entretien d'une partie des pinèdes et accumulant les rancœurs contre son patron et son entourage, fait peser sur son domaine, le comte d'Arbot, propriétaire de Quatreloup dans l'est de la forêt des Landes, organise avec tous ses résiniers une représentation théâtrale de la Révolution française. La pièce tourne au désastre : dans une sorte de folie collective, château et pinèdes sont incendiés et Gabrielle, la fille du comte, est assassinée, comme la princesse de Lamballe dont elle tient le rôle.
Si Morineau est rapidement soupçonné de l'incendie de la pinède, les autres crimes restent inexpliqués. Michéou, fidèle valet du comte, n'a de cesse de débarrasser Quatreloup de celui qu'il appelle « la canaille » ou « la bête puante », de façon radicale et définitive. 
Le mariage de Jeanne, fille du régisseur, et de Lucien Gavignon, beau-fils du comte, peut alors avoir lieu même si, pendant quelque temps, Lucien est tiraillé entre son amour pour Jeanne et l'attrait qu'exerce sur lui Madame de Gardanne, que le comte voudrait lui voir épouser. C'est après le mariage, alors que les invités sont endormis, qu'est découverte la vérité sur les circonstances de la mort de Gabrielle d'Arbot.

## Personnages principaux
- Le comte d'Arbot, propriétaire forestier à Quatreloup ;
- Lucien Gavignon, beau-fils du comte d'Arbot ;
- Michéou, valet à Quatreloup, notamment responsable de la meute ;
- Geofroy, régisseur de Quatreloup ;
- Jeanne, fille de Geofroy ;
- Morineau, résinier à Quatreloup.

## Éditions
L'Oiseau de proie et Le Remous paraissent en feuilleton, sous le titre unique Le Remous dans le quotidien Le Matin, entre le 6 novembre 1909 et le 23 avril 1910. C'est à l'occasion de la parution du premier ouvrage en 1913 que l'œuvre sera scindée en deux volumes. 
Les rééditions sont :
- Le Remous, Paris, Flammarion, 1922, 346 p.
- Le Remous, Paris, Plon, 1924, 246 p.

## Analyse de l'œuvre
Gaston Chérau possède dès 1903 une propriété sur la commune de Sos (Lot-et-Garonne). Des parties de chasse et l'observation des habitants et des paysages lui inspirent l'idée du roman qui se déroule dans cette partie du département et dont le pays landais devient lui-même un personnage à part entière.
L'intrigue simple du roman — une jalousie amoureuse dégénérant en haine et en volonté destructrice — est ponctuée par de nombreux rebondissements destinés à garder le lecteur en haleine, disposition imposée par la parution initiale sous forme de feuilleton et traduisant les qualités d'écriture théâtrale de Chérau. Le tension née de la dure existence des habitants dans ces forêts de pins où le feu est une terreur de tous les instants évolue en folie, thème omniprésent dans les romans de Gaston Chérau, et en hystérie collective.
Le roman, dont la sincérité de ton satisfait son auteur, est pourtant moins bien reçu par la critique et par le public, dérouté par la publication sous forme de feuilleton, que certaines de ses autres œuvres .

## Pour en savoir plus